# Ludwig van Beethoven
Ludwig van Beethoven, nemški skladatelj, * 16. december 1770, Bonn, Nemčija, † 26. marec 1827, Dunaj, Avstrijsko cesarstvo.
Beethoven je eden izmed najpomembnejših predstavnikov glasbenega klasicizma. Danes je znan tudi kot avtor evropske himne, ki povzema del četrtega stavka skladateljeve Devete simfonije.

## Življenje
Beethoven se je rodil 13. november 1770 v Bonnu v Nemčiji, krščen je bil 17. decembra 1770. Rojen je bil v glasbeni družini flamskega porekla. Njegov oče je bil pevec in glasbenik na dvoru kölnskega volilnega kneza. Sina je že zelo zgodaj dal učiti klavir in violino. Sedemleten je že koncertiral z orkestrom na čembalu. Štiri leta kasneje je prišel v roke dvornemu organistu C.G. Neefeju, ki je h glasbenemu pouku dodal še študij humanističnih ved. S štirinajstimi leti je Beethoven postal pomožni organist v knežji kapeli. Učitelj ga je nagovarjal h komponiranju, seznanil ga je z Bachovimi deli in ostalimi deli dunajske šole. Beethoven je na prvo potovanje odšel leta 1787 na Dunaj. Kmalu mu je umrla mati, oče se je vdal alkoholu. Ker je moral skrbeti za mlajša brata, ni dokončal študija filozofije na univerzi v Bonnu. Komponiral je skladbe za prodajo. Uspel je s kantatami, napisanimi ob smrti Jožefa II. in za ustoličenje Leopolda II. (1790).
Na Dunaju je Beethoven študiral pri Haydnu do leta 1794. Z njim se ni preveč razumel. Nerad se je podrejal disciplini in pravilom kontrapunkta. Bil je izvrsten improvizator. Različni pokrovitelji so skrbeli zanj in mu pomagali: Antonio Salieri ga je naučil brati in študirati italijanska besedila oper, baron Domanowitz mu je posvetil vse svoje življenje, Karl Linchnowski mu je odprl vrata svoje hiše in mu dal prostor za študij. Ker je bil nemirnega duha, se je na Dunaju preselil več kot petintridesetkrat.
Leta 1795 je debitiral kot pianist z lastnim Klavirskim koncertom v C-duru in izdal prva dela. Postal je najslavnejši pianist na Dunaju. Ko je v Burgtheatru odigral Klavirski koncert v B-duru op. 19 v korist vdov umetnikov, je postal znan širom po Evropi.
Do leta 1800 je pisal predvsem klavirske in komorne skladbe. Napisal je tri sonate in jih posvetil Haydnu, dve je posvetil knezu Linchnowskemu (v c-molu imenovana Patetična) in še dve sonati Sonati quasi una fantasia (druga pod imenom V mesečini) ter Sonato v D-duru imenovano Pastoralna.  Od komorne glasbe je napisal šest Kvartetov op. 18 in Septet op. 20, v katerem je bila pomembna violina.
Po letu 1800 je odkril zvočne možnosti velikega orkestra. Z njim je lahko izrazil čustva, ki so tedaj nastajala v njem kot posledica zgodovinskih dogodkov v Evropi in po svetu: revolucija, vzpon Napoleona, dogodki onstran oceana. Tako so začele nastajati njegove velike simfonije.
Leta 1796 je Beethoven začutil prva znamenja bolezni oziroma gluhote. Junija 1801, ko je bil že naglušen, je v pismu prijatelju zapisal, da kljub gmotni varnosti živi bedno, ker slabo sliši. Zaprl se je vase, živel je sam. Za družbo si je omislil vrsto mladenk, vendar ga nobena ni osvojila. Sprehajal se je po gozdu in veliko bral ter vso energijo posvečal komponiranju. Občudoval je Napoleona in mu najprej posveti Tretjo simfonijo (1802–1804) ter jo imenoval Sinfonia Grande titolata Bonaparte, kasneje pa ta naslov prečrtal in jo imenoval Sinfonia eroica. Leta 1806 je napisal četrto in leta 1808 peto simfonijo, v kateri je izrazil svoj obup. Ko je odkril vrednote narave, je napisal Šesto simfonijo in jo imenoval Pastoralna (1807–1808). Otresel se je subjektivnosti, sebičnosti in hlapčevstva ter začel občudovati veselje do življenja, kar je izrazil tako v Sedmi kot v Osmi simfoniji (1812). Po tem se je obrnil k cerkveni glasbi in napisal dve maši. Šele v letih 1822–1823 je nastala njegova največja mojstrovina, Deveta simfonija. Ta Simfonija je kot roman ali scenarij dogodkov, od turškega marša do ode radosti in sklepa. V skladatelju naj bi ta glasba zorela od otroštva, saj je že leta 1793 hotel uglasbiti Schillerjevo Odo radosti.
Beethovnovo življenje je bilo polno zapletov, trpel je zaradi pešanja sluha (in končno, gluhote), nekateri zgodovinarji pa menijo, da tudi za bipolarno motnjo. Glušel je od svojega 26. leta, popolnoma gluh pa je bil od svojega 46. leta.
Beethoven je umrl 26. marca 1827 na Dunaju. Na njegovem pogrebu se je po ocenah zbralo 10.000 ljudi.

## Dela (izbor)
Med njegova najpomembnejša dela sodi:
- 9 simfonij: (št. 1, št. 2, št. 3, št. 4, št. 5, št. 6, št. 7, št. 8 in št. 9)
- 5 klavirskih koncertov (št. 1, št. 2, št. 3, št. 4, št. 5)
- 1 violinski koncert
- Trojni koncert (za violino, violončelo, klavir in orkester)
- 11 simfoničnih uvertur
- 10 violinskih sonat
- 32 klavirskih sonat
- 1 opera (Fidelio)
- Missa solemnis, op. 123

## Priznanja
Izvoljen je bil za častnega člana Filharmonične družbe v Ljubljani.

## Glasbene datoteke
Težave s predvajanjem datotek? Glej pomoč za predstavnostne gradive.
Wikimedijina Zbirka ponuja še več predstavnostnega gradiva o Ludwigu van Beethovnu.